# Ferdinand de Chalendar
Ferdinand, comte de Chalendar, né le 18 décembre 1843 au Mans (Quartier Bollée-Sainte-Croix) et mort le 10 juin 1925 à Petiville, est un général de brigade français.

## Biographie
Ferdinand de Chalendar nait d'un père colonel au 5e régiment de cuirassiers, plus tard général de division. Il s'engage comme élève de l'école spéciale militaire de Saint-Cyr le 5 novembre 1861 et sort de la promotion du Mexique le 1er octobre 1863 comme sous-lieutenant, affecté au 8e régiment de lanciers. Le 16 octobre 1864, il est détaché pendant un an à l' École de cavalerie de Saumur.
Lors de la Guerre franco-allemande de 1870, il est promu au grade de lieutenant le 3 septembre 1870 et affecté au 4e escadron du 1er régiment de marche de lanciers (Lyon, puis Paris). Ce régiment deviendra le 9e régiment de lanciers le 2 novembre 1870, fait partie de la cavalerie de la 3e armée de Paris. 
S'étant fait remarquer en septembre aux avant-postes entre Stains et Garges, il assiste fin novembre à la bataille de Champigny et en décembre au combat dit de la Villa Evrard. Après la guerre, son régiment est versé au 1er régiment de lanciers qui devient le 4 septembre 1871, le 14e régiment de dragons.
Il est promu au grade de capitaine le 8 mars 1873. Début 1878, il part au 4e régiment de chasseurs d'Afrique, avec lequel il assiste en mai 1881 aux combats de Chellala. Le 1er mars 1882, il est nommé major au 3e régiment de chasseurs d'Afrique. Le 14 mai suivant, il est major au 11e régiment de chasseurs (Saint-Germain-en-Laye), puis le 29 juillet 1885 chef d'escadrons. 
Le 1er septembre 1889, il est promu lieutenant-colonel et affecté au 12e régiment de hussards. Le 30 novembre 1890, il est muté au 1er régiment de chasseurs d'Afrique, dont il devient colonel commandant, le 29 décembre 1892. Le 4 mai 1894, il passe au 2e régiment de hussards et le 1er mars 1898, il devient commandant de la 2e brigade de cuirassiers (Paris).
Il est promu au grade de général de brigade le 8 mai 1898, et passe le 16 janvier 1901 à la tête de la 14e brigade d'infanterie. Il est membre du comité technique de la gendarmerie (1899), de la cavalerie (1900) et de l'infanterie (fin 1900). Il est envoyé en mission aux États-Unis en 1902 pour inaugurer le monument au comte de Rochambeau. Ensuite, il subit comme d'autres le fichage politique et religieux du général André et révélé par M. Guyot de Villeneuve en 1904. Sa fiche publiée en 1907, le décrit comme antigouvernemental, réactionnaire, clérical et anti-libéral, donc dangereux pour la République. 
Chalendar est toutefois déjà versé au cadre de réserve le 18 décembre 1905 car ayant atteint la limite d'âge. Il meurt le 10 juin 1925 à Petiville (Seine-Inférieure).

## Décorations
- Légion d'honneur : chevalier (28/12/1885), officier (6/6/1899), commandeur (12/7/1905)
- Médaille Coloniale
- Grand-croix de l'ordre du Nichan Iftikhar de Tunisie
- Grand Croix du Mérite Militaire d’Espagne
- Grand Officier de la Couronne d’Italie
- Commandeur du Lion et du Soleil de Perse

## Généalogie
- Il est fils d'Arsène-Ferdinand-Joseph-Vincent de Chalendar (1792-1863), général de division et d' Eulalie Déjardin (1805-1882) ;
- Il épouse en 1882 Esther Alexandrine Roguin (1857-1951), dont :
  - Jeanne-Marie (1883-1924) x 1910 Victor Bettencourt (1875-1946)
  - Suzanne
  - Jacques, s.j.
  - André de Chalendar (1889-1972) x Hélène Girardon (1894-1983)
  - Pierre
  - Claire

## Œuvres
- Les hussards de Chamborant, histoire du 2e hussards, 1898.
- Manuel du volontaire d'un an dans la cavalerie, 1874.